# Велзен-Норд
Велзен-Норд (нід. Velsen-Noord, нід. вимова: [ˌvɛlzə ˈnoːrt]) — село в нідерландській провінції Північна Голландія. Входить до муніципалітету Велзен.
Його площа становить 9,51 км², а населення станом на 2021 рік складало 5 280 осіб.
Із початком будівництва у 1865 році Нордзее-каналу місто Велзен, відоме із давньоримських часів, було розділене на дві частини, північну та південну (Велзен-Зейд), шо стали окремими населеними пунктами.
1918 року сталеливарна компанія Koninklijke Hoogovens звела у Велзен-Норді металургійний комбінат, чиї корпуси відтоді домінують над панорамою села.